# Vemdalens socken
Vemdalens socken ligger i Härjedalen, ingår sedan 1974 i Härjedalens kommun och motsvarar från 2016 Vemdalens distrikt.
Socknens areal är 1 039,26 kvadratkilometer, varav 1 034,20 land. År 2000 fanns här 908 invånare. Tätorten kyrkbyn Vemdalen med sockenkyrkan Vemdalens kyrka ligger i socknen.

## Administrativ historik
Vemdalens socken bildades omkring 1550 genom en utbrytning ur Hede socken.
Vid kommunreformen 1862 överfördes ansvaret för de kyrkliga frågorna till Vemdalens församling och för de borgerliga frågorna till Vemdalens landskommun. Landskommunen inkorporerades 1952 i Hede landskommun som 1974 uppgick i Härjedalens kommun. Församlingen uppgick 2010 i Hedebygdens församling.
1 januari 2016 inrättades distriktet Vemdalen, med samma omfattning som församlingen hade 1999/2000.  
Socknen har tillhört fögderier, tingslag och domsagor enligt vad som beskrivs i artikeln Härjedalen.

## Geografi
Vemdalens socken ligger kring Veman. Socknen är en myrrik bergig skogsbygd som i öster och nordväst har lågfjäll som i Hemvalen når 1 083 meter över havet.
Tätorten Vemdalen har via länsväg 315 har förbindelse österut över Vemdalsskalet till Klövsjö–Åsarna, alternativt Rätansbyn–Ånge–Sundsvall.

## Fornlämningar
Man har anträffat några boplatser från stenåldern. Dessa finns i utmarker vid Ljusnan. Inom församlingen finns vidare omkring 160 fångstgropar, vilka är såväl från forntiden som från medeltiden. Från medeltiden finns även en ödegård samt cirka 25 blästerugnar.

## Namnet
Namnet (1403 Veimo dal) kommer från kyrkbyn som i sin tur fått namn från Vemån. Ånamnet innehåller veima, 'göra slingrande rörelser'.

## Befolkningsutveckling
| Befolkningsutvecklingen i Vemdalens socken 1750–2020 | Befolkningsutvecklingen i Vemdalens socken 1750–2020 | Befolkningsutvecklingen i Vemdalens socken 1750–2020 | Befolkningsutvecklingen i Vemdalens socken 1750–2020 | Befolkningsutvecklingen i Vemdalens socken 1750–2020 |
| --- | ---------------------------------------------------- | ---------------------------------------------------- | ---------------------------------------------------- | ---------------------------------------------------- |
| |                                                      |                                                      |                                                      |                                                      |
| År |                                                      |                                                      | Folkmängd                                            |                                                      |
| 1750 | 1750                                                 |                                                      | 354                                                  |                                                      |
| 1760 | 1760                                                 |                                                      | 453                                                  |                                                      |
| 1769 | 1769                                                 |                                                      | 472                                                  |                                                      |
| 1810 | 1810                                                 |                                                      | 533                                                  |                                                      |
| 1820 | 1820                                                 |                                                      | 531                                                  |                                                      |
| 1830 | 1830                                                 |                                                      | 620                                                  |                                                      |
| 1840 | 1840                                                 |                                                      | 648                                                  |                                                      |
| 1850 | 1850                                                 |                                                      | 723                                                  |                                                      |
| 1860 | 1860                                                 |                                                      | 746                                                  |                                                      |
| 1870 | 1870                                                 |                                                      | 832                                                  |                                                      |
| 1880 | 1880                                                 |                                                      | 949                                                  |                                                      |
| 1890 | 1890                                                 |                                                      | 983                                                  |                                                      |
| 1900 | 1900                                                 |                                                      | 989                                                  |                                                      |
| 1910 | 1910                                                 |                                                      | 1 055                                                |                                                      |
| 1920 | 1920                                                 |                                                      | 1 273                                                |                                                      |
| 1930 | 1930                                                 |                                                      | 1 283                                                |                                                      |
| 1940 | 1940                                                 |                                                      | 1 274                                                |                                                      |
| 1950 | 1950                                                 |                                                      | 1 173                                                |                                                      |
| 1960 | 1960                                                 |                                                      | 1 056                                                |                                                      |
| 1970 | 1970                                                 |                                                      | 850                                                  |                                                      |
| 1980 | 1980                                                 |                                                      | 941                                                  |                                                      |
| 1990 | 1990                                                 |                                                      | 886                                                  |                                                      |
| 2020 | 2020                                                 |                                                      | 895                                                  |                                                      |
| Anm: Källor: Umeå universitet - Tabellverket 1749-1859, Demografiska databasen, CEDAR, Umeå universitet, Folkmängden per distrikt, landskap, landsdel eller riket efter kön. År 2015 - 2022. |                                                      |                                                      |                                                      |                                                      |